# Andreas de Petra
Andreas de Petra (XV. század) érsek.
Kalocsai érsek volt, később IV. Jenő pápa orátoraként működött. A bázeli zsinaton több hosszú beszédet mondott, ezek a Bécsi Császári Könyvtár kézirattárába kerültek. 